# TGFB1
TGFB1 (англ. Transforming growth factor beta 1) – білок, який кодується однойменним геном, розташованим у людей на короткому плечі 19-ї хромосоми. Довжина поліпептидного ланцюга білка становить 390 амінокислот, а молекулярна маса — 44 341.
| 10         |  | 20         |  | 30         |  | 40         |  | 50         |
| ---------- |  | ---------- |  | ---------- |  | ---------- |  | ---------- |
| MPPSGLRLLL |  | LLLPLLWLLV |  | LTPGRPAAGL |  | STCKTIDMEL |  | VKRKRIEAIR |
| GQILSKLRLA |  | SPPSQGEVPP |  | GPLPEAVLAL |  | YNSTRDRVAG |  | ESAEPEPEPE |
| ADYYAKEVTR |  | VLMVETHNEI |  | YDKFKQSTHS |  | IYMFFNTSEL |  | REAVPEPVLL |
| SRAELRLLRL |  | KLKVEQHVEL |  | YQKYSNNSWR |  | YLSNRLLAPS |  | DSPEWLSFDV |
| TGVVRQWLSR |  | GGEIEGFRLS |  | AHCSCDSRDN |  | TLQVDINGFT |  | TGRRGDLATI |
| HGMNRPFLLL |  | MATPLERAQH |  | LQSSRHRRAL |  | DTNYCFSSTE |  | KNCCVRQLYI |
| DFRKDLGWKW |  | IHEPKGYHAN |  | FCLGPCPYIW |  | SLDTQYSKVL |  | ALYNQHNPGA |
| SAAPCCVPQA |  | LEPLPIVYYV |  | GRKPKVEQLS |  | NMIVRSCKCS |  |            |

A: Аланін

C: Цистеїн

D: Аспарагінова кислота

E: Глутамінова кислота

F: Фенілаланін

G: Гліцин

H: Гістидин

I: Ізолейцин

K: Лізин

L: Лейцин

M: Метіонін

N: Аспарагін

P: Пролін

Q: Глутамін

R: Аргінін

S: Серин

T: Треонін

V: Валін

W: Триптофан

Кодований геном білок за функціями належить до факторів росту, мітогенів. 
Локалізований у позаклітинному матриксі.
Також секретований назовні.